# وینکلارن
وینکلارن (به آلمانی: Winklarn) یک شهر در آلمان است که در بایرن واقع شده‌است.

## خصوصیات
وینکلارن ۳۳٫۷۱ کیلومترمربع مساحت دارد ۵۱۶ متر بالاتر از سطح دریا واقع شده‌است.